# Maritza Martén
Maritza Martén (Havana, 17 de agosto de 1963) é uma atleta e campeã olímpica cubana, especializada no lançamento de disco.
Começou a competir internacionalmente no Campeonato de Atletismo Júnior da América Central e Caribe em 1982, onde ficou com a medalha de prata no arremesso de peso. No ano seguinte, passando para o dardo, foi prata nos Jogos Pan-Americanos de Caracas e em Indianápolis 1987 foi campeã pan-americana com um lançamento de 65,58 m. Maritza seria bicampeã pan-americana em Mar del Plata 1995.
Sua maior conquista foi em Barcelona 1992, quando sagrou-se campeã olímpica com um lançamento de 70,06 m, sua melhor marca pessoal.
Martén foi a segunda cubana campeã olímpica de atletismo, depois de Maria Colón em Moscou 1980. Retirou-se do esporte em 1997.